# Przesądy
Przesądy lub Ofiary przesądów – polski, niemy, czarno-biały, krótkometrażowy romans z roku 1912 w reżyserii Józefa Ostoji-Sulnickiego.

## Obsada
- Aleksander Zelwerowicz – ojciec Lidii
- Kazimierz Kamiński
- Maria Dulęba – Lidia
- Tekla Trapszo
- Władysław Grabowski – korepetytor